# Александер Гілл
Александер Гілл (англ. Alexander Hill; нар. 11 березня 1993) — австралійський веслувальник, олімпійський чемпіон 2020 року, срібний призер Олімпійських ігор 2016 року, чемпіон світу.

## Виступи на Олімпіадах
| Олімпіада           | Дисципліна | Місце |
| ------------------- | ---------- | ----- |
| Ріо-де-Жанейро 2016 | четвірки   | 2     |
| Токіо 2020          | четвірки   | 1     |
| Париж 2024          | четвірки   | 6     |

## Зовнішні посилання
- Александер Гілл — олімпійська статистика на сайті Sports-Reference.com (англ.) (архівна версія)
- Профіль [Архівовано 11 січня 2021 у Wayback Machine.] на сайті FISA.
- Александер Гілл на сайті Міжнародної федерації веслувального спорту